# Борисовка (Харьковская область)
Бори́совка (укр. Борисівка; до 1897 — Солнцевка) — село,
Лукьянцевский сельский совет,
Харьковский район,
Харьковская область, Украина.
Код КОАТУУ — 6325182303. Население по переписи 2001 года составляет 533 (250/283 м/ж) человека.

## Географическое положение
Село Борисовка находится на расстоянии в 3 км от реки Липец (левый берег).
Село примыкает к границе с Россией, граничит с российским селом Солнцевка.
На расстоянии в 2 км расположено село Пыльная.
По селу протекает пересыхающий ручей с запрудой.
К селу примыкает большой садовый массив.

## История
- 1779 — дата первого упоминания села[1]
- 1897 — левобережная часть села Солнцевка (Харьковской губернии) переименовано на село Борисовка. Правобережная часть продолжала называться «Солнцевка» (позднее Солнцево Белгородской области).
- В 1940 году, перед ВОВ, в Борисовке было 93 двора и ветряная мельница.[2]
- 24 февраля 2022 года в ходе вторжения России на Украину оккупирован ВС РФ. 11 сентября освобождён ВСУ во время контрнаступления в Харьковской области. 12 мая 2024 года, во время харьковского наступления, село было вновь оккупировано Россией[3]

## Уроженцы
- Дмитрий Иванович Яворницкий — российский и советский украиновед, историк, краевед, археолог, этнограф, фольклорист, лексикограф, писатель, знаток истории Запорожского казачества.